# 발칼리's 키친

발칼리's 키친은 미호요가 제작한 만화로, 모바일 게임 붕괴3rd의 동명의 만화 작품을 원작으로 하는 애니메이션이다.
본편의 전개와 상관없이 음식, 일상 관련 스토리로 구성되어 있다.